# Liste der Monuments historiques in Saint-Germain (Vienne)
Die Liste der Monuments historiques in Saint-Germain (Vienne) führt die Monuments historiques in der französischen Gemeinde Saint-Germain auf.

## Liste der Bauwerke
| Bezeichnung       | Beschreibung              | Standort | Kennzeichnung | Schutzstatus | Datum | Bild           |
| ----------------- | ------------------------- | -------- | ------------- | ------------ | ----- | -------------- |
| Kirche St-Germain | Erbaut im 12. Jahrhundert | (Lage)   | PA00105690    | Inscrit      | 1927  | weitere Bilder |